# Pionosyllis
Pionosyllis – rodzaj wieloszczetów z rzędu Phyllodocida, rodziny Syllidae. Obejmuje 13 opisanych gatunków.

## Morfologia
Wieloszczety o smukłym, umiarkowanie długim i grubym do mocniej wydłużonego ciele, osiągającym od 5 do kilkunastu mm długości. W przekroju poprzecznym ciało jest silnie wypukłe od strony grzbietowej i wypłaszczone od strony brzusznej.
Prostomium zaopatrzone jest w pięć przydatków. Narządami wzroku są cztery zaopatrzone w soczewki oczy, a czasem także w parę plamek ocznych. Głaszczki są nie dłuższe od prostomium, trójkątne, zrośnięte podstawami, wyposażone w pośrodkową bruzdę grzbietową. Występuje para czułków bocznych i pojedynczy, umieszczony pośrodku prostomium czułek środkowy. Narządy nuchalne wykształcone są w postaci dwóch gęsto orzęsionych rowków umieszczonych między prostomium a perystomem. Perystom zaopatrzony jest w dwie pary gładkich wąsów przyustnych (cirrusów okołogębowych). Czułki prostomium i wąsy przyustne są długie, nitkowate, o powierzchni gładkiej lub pomarszczonej. U większych osobników występować może para płatów perystomalnych (policzków). Mogąca się wywracać na zewnątrz gardziel (ryjek) uzbrojona jest pojedynczym zębem umieszczonym w przedniej jej części i ma gładką krawędź przednią. Przedżołądek nie odbiega rozmiarami od gardzieli lub jest od niej krótszy.
Ciało pozbawione jest pozrastanych segmentów w przedniej części oraz pasm rzęsek. Parapodia są jednogałęziste, każde zaopatrzone w cirrus (wąs) grzbietowy i brzuszny. Cirrusy grzbietowe są długie, nitkowate, mogą być gładkie lub pomarszczone, jednakowej długości lub naprzemiennie nieco dłuższe i nieco krótsze. Nie występują przy nich brodawki (papille subcirralne). Cirrusy brzuszne są dobrze wyodrębnione, niezrośnięte z płatami parapodialnymi, osadzone nasadowo. Cirrusy brzuszne przednich chetigerów są nabrzmiałe i wskutek tego mniej lub bardziej kuliste, co stanowi autapomorfię rodzaju. Szkielet osiowy parapodiów stanową wyprostowane, spiczasto zwieńczone i zwykle wystające z płatów parapodialnych acikule. Przed nimi leżą płaty przedszczecinkowe (prechetalne). Heterogomficzne szczecinki złożone na parapodiach mają formę falcigerów o blaszkach zwykle dwuzębnych, aczkolwiek u niektórych gatunków część szczecinek złożonych ma blaszki jednozębne. Oprócz nich na niektórych parapodiach tylnej części ciała występują grzbietowe i brzuszne szczecinki proste, najczęściej o dwuzębnych blaszkach, ale u pojedynczego gatunku stwierdzono grzbietowe szczecinki proste o formie nitkowatej z jednozębną blaszką. Na krawędziach tnących blaszek szczecinek prostych występują krótkie do umiarkowanie długich kolce.

## Biologia i ekologia
Wieloszczety te zamieszkują morza i oceany strefy biegunowej, podbiegunowej i chłodnej. Spotykane są od strefy pływów po głębokości 3000 m p.p.m. Bytują najczęściej na podłożu mulistym, ale spotykane są także na podłożu piaszczystym, żwirowym i kamienistym, na glonach, gąbkach, koralowcach i muszlach, a nawet w komorach skrzelowych krabów.
Występuje u nich rozwój z epitokią w formie epigamii. Osobniki niedojrzałe (stadium atokiczne) żyją na dnie wód, wchodząc w skład zoobentosu. Przy osiąganiu dojrzałości płciowej rozwijają się pławne szczeciny grzbietowe (notochety), umożliwiające przejście w pływającą fazę pelagiczną (stadium epitokiczne).

## Taksonomia
Takson ten wprowadzony został w 1867 roku przez Andersa Johana Malmgrena jako rodzaj monotypowy. Jego gatunek typowy, Pionosyllis compacta, opisany został z okolic Spitsbergenu w tej samej publikacji. W 2009 roku Guillermo San Martín, Eduardo López i María Teresa Aguado dokonali rewizji rodzaju w oparciu o metody kladystyczne. 
Do rodzaju tego zalicza się 13 opisanych gatunków:
- Pionosyllis comosa Gravier, 1906
- Pionosyllis compacta Malmgren, 1867
- Pionosyllis gigantea Moore, 1908
- Pionosyllis heterochaetosa San Martín & Hutchings, 2006
- Pionosyllis kerguelensis (McIntosh, 1885)
- Pionosyllis koolalya San Martín & Hutchings, 2006
- Pionosyllis longisetosa (Hartmann-Schröder, 1990)
- Pionosyllis magnifica Moore, 1906
- Pionosyllis malmgreni McIntosh, 1869
- Pionosyllis manca Treadwell, 1931
- Pionosyllis nidrosiensis (Bidenkap, 1907)
- Pionosyllis petalecirrus Averincev, 1982
- Pionosyllis stylifera Ehlers, 1912